# Jermak Timofiejewicz

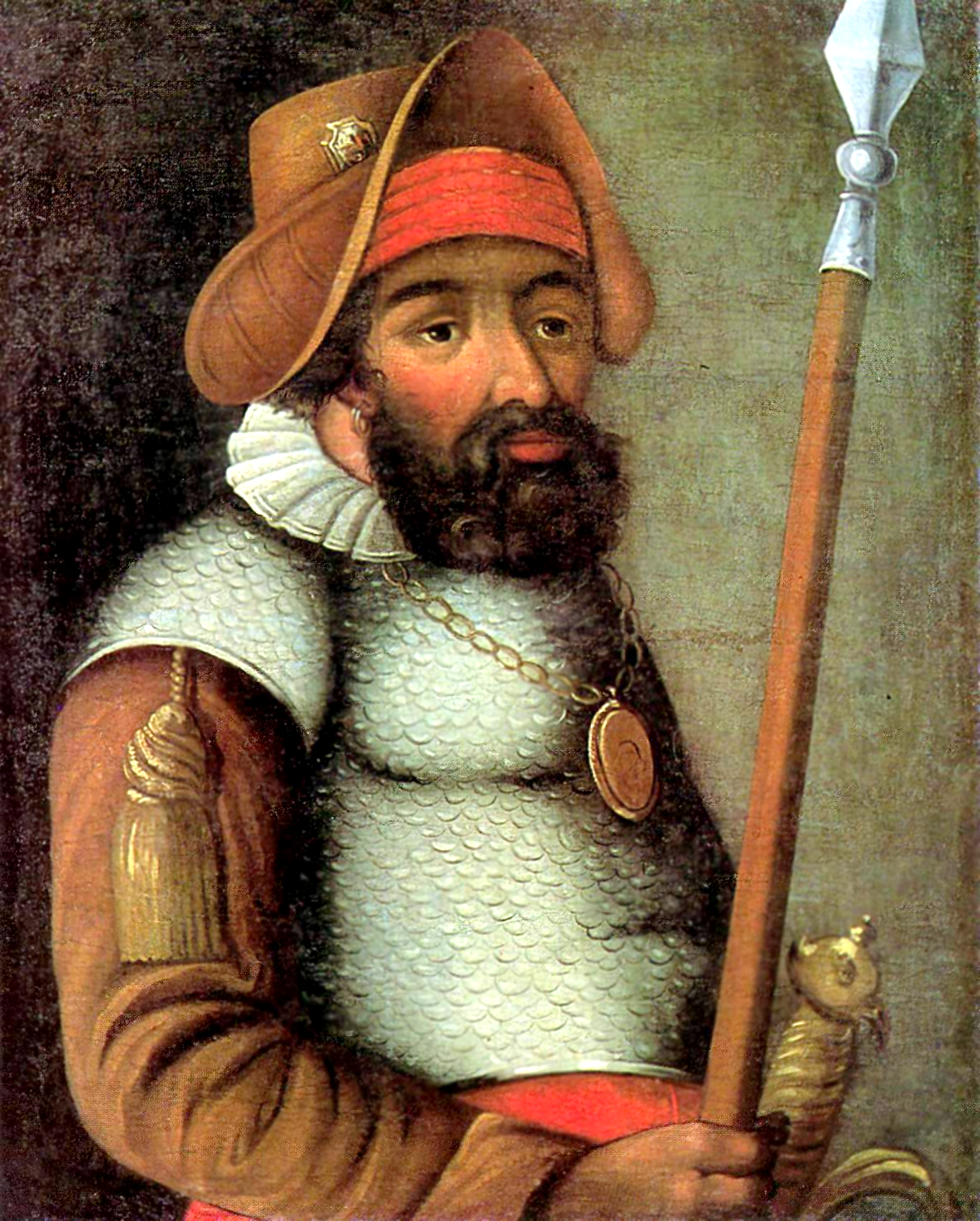

Jermak Timofiejewicz (ur. 1532/1534/1542, zm. 6 sierpnia 1585) – rosyjski ataman kozacki, dowódca rosyjski, historyczny zdobywca Syberii dla państwa moskiewskiego. „Timofiejewicz” nie jest nazwiskiem (którego nie będąc szlachcicem nie posiadał), lecz patronimikiem wskazującym, że miał ojca imieniem Timofiej.

## Pochodzenie i wczesna działalność

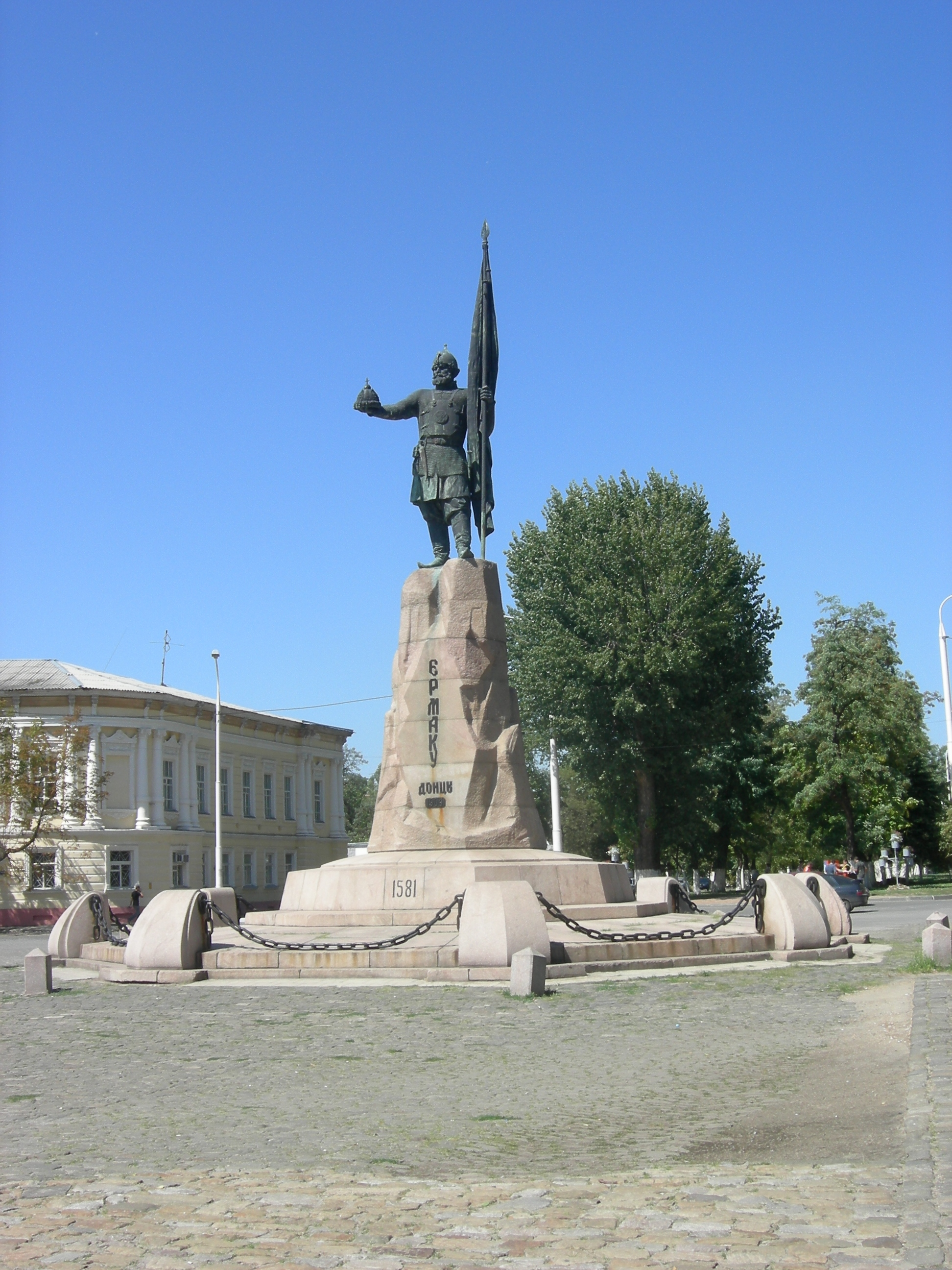
Pomnik w Nowoczerkasku

Nie udało się jednoznacznie określić gdzie i kiedy dokładnie urodził się Jermak. Istnieje co do tego kilka wersji. Według jednej z nich pochodził on znad rzeki Kamy, a według innej znad Donu (w Nowoczerkasku, stolicy Obwodu Wojska Dońskiego, jego imieniem nazwano główny plac ozdobiony pomnikiem Jermaka). Najbardziej popularną wersją jest ta, według której pochodził ze wsi pod Archangielskiem.
Jermak był początkowo atamanem jednej z wielu kozackich szajek, grabiących wzdłuż rzeki Wołgi. Grupa napadała nie tylko na rosyjskich kupców, ale i na perskich posłów oraz statki handlowe należące do cara.
Kiedy przeciwko grupie wysłana została ekspedycja moskiewskich wojewodów, Jermak uratował się, uciekając wraz z grupą ponad 500 Kozaków w górę rzeki Kamy. W czerwcu 1579 roku dotarli do rzeki Czusowoj, do posiadłości kupców Stroganowowów. Tam Kozacy żyli 2 lata, ochraniając posiadłości swoich gospodarzy. Gdy Jermak rozpoczął służbę u Stroganowów, miał już około 50 lat. Następnie brał udział w wojnach inflanckich, walcząc jako setnik kozacki przeciw wojskom litewskim w walkach o Smoleńsk.

## Zdobycie Syberii
1 września 1581 roku wyruszył wraz z ponad 700–800-osobowym oddziałem Kozaków i najemników w wyprawę, dzięki której stał się bohaterem historii Rosji. Inicjatorem wyprawy był sam Jermak, jednak Stroganowowie pomogli w odpowiednim zaopatrzeniu i wyposażeniu drużyny oraz zasilili ją około 300 żołnierzami przekazanymi spod swojej komendy.
Oddział popłynął na strugach (łodzie płaskodenne) w górę rzeki Czusowoj, następnie jej dopływem (Serebrianka) i dzięki przeciąganiu łodzi dostali się w basen rzeki Ob. Tutaj Kozacy przezimowali i dopiero na wiosnę ruszyli dalej. Płynąc pomniejszymi rzekami dotarli w końcu do rzeki Tury. W międzyczasie doszło do dwóch starć z Tatarami oraz z sułtanem chanatu Muhammedem Kuli, wysłanymi przez ostatniego chana Chanatu Syberyjskiego Kuczuma. W końcu Kozacy pokonali siły tatarskie w bitwie na Przylądku Czuwaskim. Po przegranej Kuczum pozostawił obsadę wojskową głównych miast swojego chanatu, lecz sam uciekł nad rzekę Iszym.

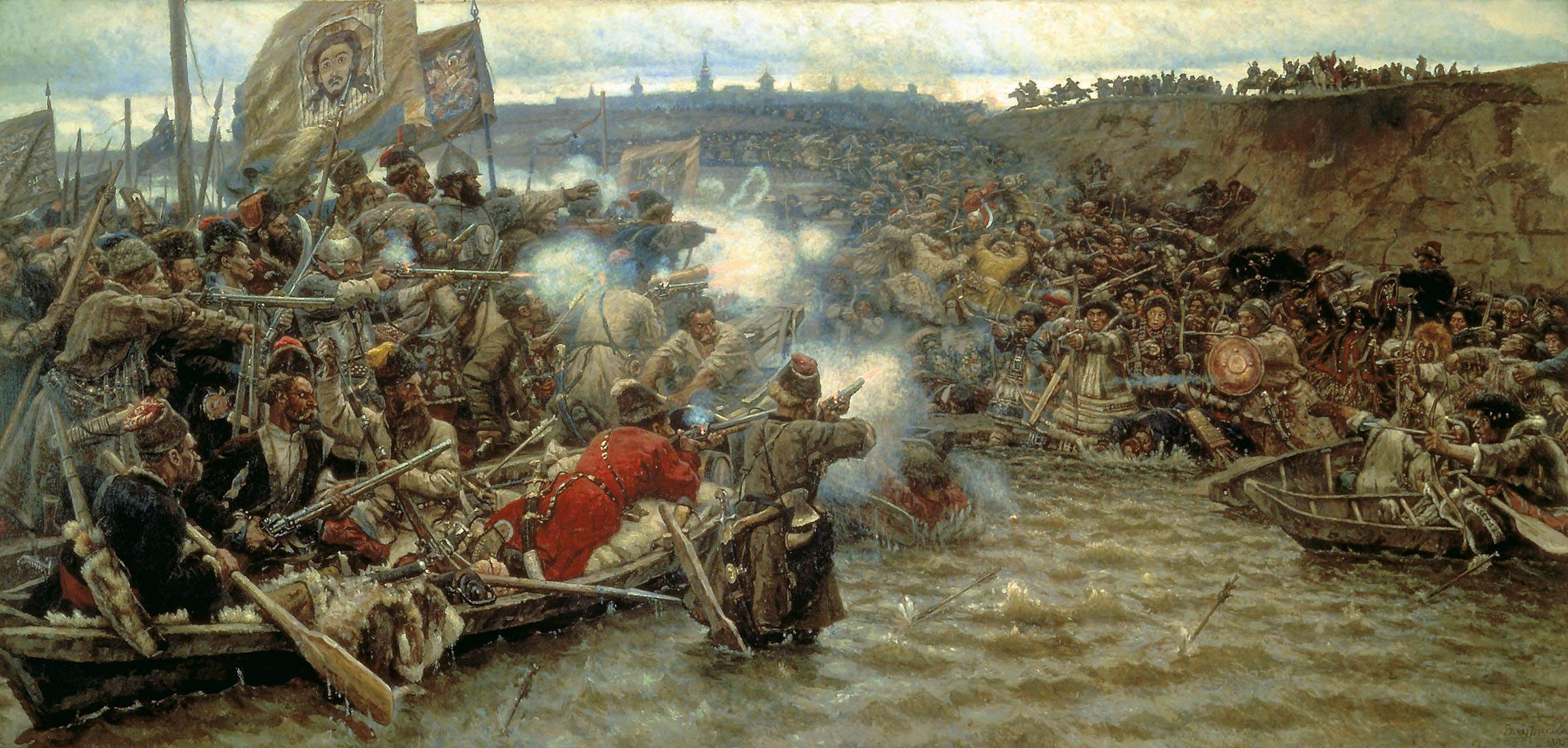
Obraz Kozacy pod wodzą Jermaka zdobywają Syberię przedstawia bitwę o Przylądek Czuwaski. Obraz pędzla Wasilij Surikowa namalowany w 1895 roku, Muzeum Rosyjskie w Sankt Petersburgu

26 października 1582 roku Jermak wszedł do porzuconej przez Tatarów stolicy – twierdzy Kaszłyk nad Irtyszem. Jeszcze w grudniu jeden z pomniejszych oddziałów kozackich został rozbity podczas zasadzki przez wojska Kuczuma, lecz ten wiosną doznał ciężkiej straty, gdyż jego najlepszy dowódca Memetkul (ros. Маметкул) dostał się do kozackiej niewoli nad rzeką Wagaj.
Lato 1583 roku Jermak spędził na zdobywaniu kolejnych miast i miasteczek syberyjskich nad rzekami Irtyszem i Obem, wszędzie spotykając zaciekły opór. Po zdobyciu miasta Sybir Jermak wysłał gońców do Stroganowów oraz posła do cara.
Car Iwan Groźny przyjął posła łaskawie, obdarował Kozaków prezentami i wysłał pomoc wojskową w sile 300 wojowników pod wodzą wojewodów moskiewskich. Pomoc przybyła na Syberię jesienią 1583 roku, lecz posiłki te były zbyt małe, aby wyraźnie pomóc siłom kozackim. Kozacy ponosili coraz to cięższe straty. W walce zginęli kolejni atamani, polegli także przybyli z Moskwy wojewodowie.
6 sierpnia 1585 roku zginął sam Jermak Timofiejewicz. Szedł on z małym (około 50-osobowym) oddziałem wzdłuż rzeki Irtysz, spędzając noc u ujścia jej dopływu, rzeki Wagaj. Nocą Kuczum napadł na śpiących Kozaków wycinając cały oddział. Według legendy Jermak uciekając rzucił się do rzeki i utonął.

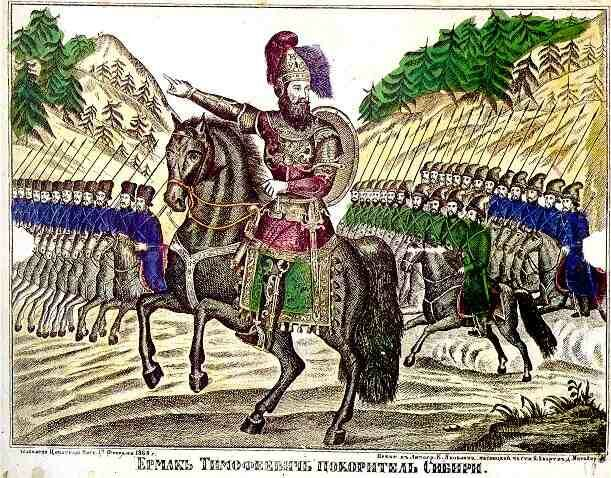
Jermak – zdobywca Syberii

Kozaków pozostało już tak niewielu, że ataman Meszczeriak musiał wracać w granice Rosji. Po 2 latach panowania Kozacy opuścili Syberię pozostawiając ją we władaniach Kuczuma, aby już za rok wrócić tam z nowym oddziałem wojsk carskich.
W 1996 r. nakręcono 5-odcinkowy serial historyczny pt. Jermak (odcinek 1 Narodziny atamana (53 min.), odc. 2 Nieposłuszni cara (50 min.), odc. 3 Niezbadana Syberia, odc. 4 Od płaczu do honoru (52 min.), odc. 5 Nieśmiertelność) w reż. Władymira Krasnopolskiego i Walerija Uskowa. W roli Jermaka wystąpił Wiktor Stiepanow, a cara Iwana Groźnego Jewgienij Jewstigniejew.